# Фрактальний принц
«Фрактальний принц» — другий науково-фантастичний роман Ганну Раджаніємі та другий роман, у якому розповідається про постлюдського джентльмена-злодія Жана ле Фламбера. Він був опублікований у Британії у видавництві Віктор Голланц Лтд у вересні 2012 року, і у видавництві Tor в тому ж році в США. Цей роман є другим у трилогії після «Квантового злодія» (2010) і передує «Причинному янголу» (2014).

## Короткий зміст сюжету
Після подій «Квантового злодія» Жан ле Фламбер і Міелі прямують на Землю. Жан намагається відкрити Скриньку Шредінгера, яку він знайшов із палацу пам'яті на Ублієт. Після незначного прогресу корабель «Перхонен» підштовхує його поговорити з Міелі, яка, як виявляється, знову одержима пеллегріні. Цього разу Жан дізнається, що роботодавцем Міелі є засновниця Соборності, Жозефіна Пеллегріні, і змушує її розповісти, як він потрапив у полон, таким чином збираючи підказки, щоб скласти плани його наступного пограбування. Щойно це буде зроблено, мисливець атакує. Корабель і команда ледве пережили це, і Джин розуміє, що йому потрібно знайти кращий спосіб відкрити Скриньку — швидко.
Після того, як вони покинули Марс, Міелі була дуже тихою. Вона віддала Пеллегріні майже все, навіть свою особистість, оскільки пообіцяла дозволити Пеллегріні зробити з неї гоголів в обмін на порятунок злодія. Проте робота зі злодієм стає для неї випробуванням, особливо коли злодій зрештою робить щось навіть більш непробачне, ніж викрадення у неї коштовностей Сіден.
У місті Сірр, на землі, спустошеній диким кодом, Таваддуд і Дуньязад є сестрами та членами могутньої родини Гомелез. Таваддуд — чорна вівця сім'ї, яка втекла від свого чоловіка та зв'язалася з горезвісним джином, безтілесним інтелектом із дикої пустелі. Тепер Кассар Гомелез, її батько, сподівається змусити її заслужити гоголівського купця Абу Нуваса, щоб у нього було достатньо голосів у Раді для майбутнього рішення про перегляд угод із Соборністю щодо Крику гніву. Невдовзі Таваддуд разом із посланцем Соборності бере участь у розслідуванні вбивства, яке спричинило потребу її батька укласти новий союз, і змушена зіткнутися зі старими таємницями, які назавжди змінять Серра.
Десь ще, у книгарні та на пляжі, грається молодий хлопчик. Його мати сказала йому не розмовляти з незнайомцями, але тут ніколи нікого не було. Дотепер. Чи варто йому говорити з ними?

## Вплив
У своїй подяці Раджаніємі посилається на вплив «Енді Кларка, Дугласа Гофстадтера, Моріса Леблана, Яна Потоцького та [. . . ] Арабські ночі».

### Самостійні петлі
У романі ідея про те, що розум є петлею, могла виникнути під впливом теорій професора філософії Енді Кларка та книги Дугласа Хофстадтера «Я — дивна петля».

### Рамкові історії
У романі досить широко використовуються рамкові історії, що також характерно для «Арабських ночей» і «Рукопису, знайденого в Сарагосі» Яна Потоцького. Кілька персонажів у Sirr також є тезками персонажів у цих двох попередніх роботах. Події в «Квантовому злодієві» також принаймні один раз переказує Жан ле Фламбер під час подій у цьому романі.

## Рецепція
Роман отримав загалом позитивні відгуки.
Проте критика роману все ще зосереджена навколо безкомпромісного стилю Раджаніємі «покажи, не кажи». Наприклад, Емі Ґолдшлаґер, яка писала для Los Angeles Review of Books, припустила, що «[більше пояснень фізики („перегляд дефіцитного кута“?) було б справді корисним, більш корисним, ніж опис Шредінгера Задача про кота, наведена раніше в книзі».